# 崇仁洞 (鐘路区)
崇仁洞（スンインドン、朝：숭인동）は、ソウル特別市鐘路区にある行政洞の総称。崇仁1洞（韓国語：숭인1동 （スンイニルトン） 発音）と崇仁2洞（韓国語：숭인2동 （スンイニドン） 発音）がある。

## 概要
崇仁洞は鐘路区東端に位置している行政洞の総称である。崇仁1洞と崇仁2洞がある。崇仁1洞は、北から北東にかけて区境となっており、城北区に接している。南東から南にかけては、同じ鐘路区内の崇仁2洞、南西は昌信1洞、北西は昌信2洞にそれぞれ接している。また、崇仁2洞は鐘路区の最東端にあり、崇仁1洞の南東に位置している。三方が区境となっており、北は城北区、東は東大門区、南は中区にそれぞれ接している。南西は同じ鐘路区内の昌信1洞、北西は崇仁1洞にそれぞれ接している。

## 法定洞

### 崇仁1洞
崇仁1洞管轄の法定洞は以下のとおりである
- 崇仁洞（スンインドン、숭인동）

### 崇仁2洞
崇仁2洞管轄の法定洞は以下のとおりである。
- 崇仁洞（スンインドン、숭인동）

## 交通

### 鉄道
- ソウル交通公社
  -  1号線
    - 新設洞駅 - 東廟前駅

  -  2号線
    - 新設洞駅

  -  6号線
    - 東廟前駅 - 昌信駅